# Saudi Tour
AlUla Tour (dříve Saudi Tour) je etapový cyklistický závod konaný v Saúdské Arábii poprvé v roce 1999. Od té doby se s přestávkami koná doteď a v roce 2020 se poprvé stal součástí UCI Asia Tour. Závod je organizován společností Amaury Sport Organisation (ASO), která mimo jiné pořádá i Tour de France, Paříž–Roubaix nebo Lutych–Bastogne–Lutych, a je klasifikován Mezinárodní cyklistickou unií (UCI) na úrovni 2.1. V roce 2024 byl závod přejmenován na AlUla Tour.

## Seznam vítězů
| Rok       | Země               | Jezdec            | Tým              |
| --------- | ------------------ | ----------------- | ---------------- |
| 1999      | Egypt              | Amr Elnady        |                  |
| 2000      | Nejelo se          | Nejelo se         | Nejelo se        |
| 2001      | Írán               | Ghader Mizbani    |                  |
| 2002      | Írán               | Ghader Mizbani    |                  |
| 2003–2012 | Nejelo se          | Nejelo se         | Nejelo se        |
| 2013      | SAE                | Mural Tarik Obaid |                  |
| 2014–2019 | Nejelo se          | Nejelo se         | Nejelo se        |
| 2020      | Německo            | Phil Bauhaus      | Bahrain–McLaren  |
| 2021      | Nejelo se          | Nejelo se         | Nejelo se        |
| 2022      | Belgie             | Maxim Van Gils    | Lotto–Soudal     |
| 2023      | Portugalsko        | Ruben Guerreiro   | Movistar Team    |
| 2024      | Spojené království | Simon Yates       | Team Jayco–AlUla |

### Vícenásobní vítězové
| Vítězství | Jezdec               | Ročníky    |
| --------- | -------------------- | ---------- |
| 2         | Ghader Mizbani (IRN) | 2001, 2002 |